# Costauçan
Costaussa (en occità; en francès Coustaussa) és una vila de la regió d'Occitània, departament de l'Aude, districte de Limós, cantó de Coisan, situada a 320 metres d'altura sobre el nivell del mar, que té uns 50 habitants. El terme té vora 500 hectàrees. L'església està dedicada a Sant Pere.
Fou un important castell a l'alta edat mitjana, que s'anomenava Castrum Constantinianum. El nom actual apareix el segle xvii per contracció de "custodia" i "custodi" (guardià). El castell fou conquerit per Simó de Montfort durant la guerra dels Albigesos, junt amb Tèrme, el castell d'Arcas i la vila de Coisan; fou donada a Pere de Voisins, lloctinent de Simó i va pertànyer a la família dels Voisins fins al 1518, quan per matrimoni de l'hereva del darrer dels Voisins amb Joan de Joyeuse, duc de Joyeuse, va passar a aquesta família. El 1820 el propietari, anomenat Azaïs, va enderrocar el castell i el va vendre com a pedres als pagesos.